# (523742) 2014 TZ85
2014 TZ85, também escrito como 2014 TZ85, é um objeto transnetuniano que está localizado no Cinturão de Kuiper, uma região do Sistema Solar. Este corpo celeste está em uma ressonância orbital de 4:7 com o planeta Netuno, ou seja, para cada sete órbitas realizadas por Netuno, 2014 TZ85 completa quatro. Ele possui uma magnitude absoluta de 4,6 e tem um diâmetro estimado em torno de 529 km. O astrônomo Mike Brown lista este objeto em sua página na internet como um candidato a possível planeta anão.

## Descoberta
2014 TZ85 foi descoberto no dia 1 de outubro de 2014 pelo Pan-STARRS 1.

## Órbita
A órbita de 2014 TZ85 tem uma excentricidade de 0,255 e possui um semieixo maior de 43,750 UA. O seu periélio leva o mesmo a uma distância de 32,606 UA em relação ao Sol e seu afélio a 54,894 UA.